# حاجیکلا (سوادکوه)
حاجیکلا (سوادکوه)، روستایی از توابع بخش شیرگاه شهرستان سوادکوه در استان مازندران ایران است.

## جمعیت
این روستا در دهستان لفور قرار دارد و براساس سرشماری مرکز آمار ایران در سال ۱۳۸۵، جمعیت آن ۱۸ نفر (۱۰خانوار) بوده‌است. مردم این روستا به زبان مازندرانی صحبت میکنند.